# 스테이시 트래비스
스테이시 트래비스(Stacey Travis, 1966년 8월 29일 ~ )는 미국의 배우이다.
댈러스에서 태어났다.

## 출연 작품
- 랜덤 인카운터스 (2013년) - Dr. 콜린 역
- 크리스마스 스토리 2 (2012년)
- Son of Morning (2011) - 로럴 역
- 이지 A (2010년)
- 멘 오브 어 서튼 에이지 (2009년)
- 그레이트 벅 하워드 (2008년)
- 아트 스쿨 컨피덴셜 (2006년)
- 베놈 (2005년) - 로라 역
- 뻔뻔한 딕 & 제인 (2005년)
- 소울 플레인 (2004년)
- 참을 수 없는 사랑 (2003년)
- 밴디츠 (2001년)
- 써머지드 (2000년)
- 판타스틱 소녀 백서 (2000년) - 데이나 역
- 너 어느 별에서 왔니? (2000년)
- 뮤즈(영어판) (1999년)
- 온리 스릴 (1997년)
- 플레잉 갓 (1997년)
- 폭탄 인간 (1995년) - 제시카 역
- 유혹의 표적 (1994년)
- 드라큐라의 부활 (1993년)
- 온리 더 스트롱 (1993년)
- 더티 맨 (1991년)
- 사이보그 하드웨어 (1990년)
- 이지 걸 (1989년)
- 환타즘 2 (1988년)

### 텔레비
- 위기의 주부들 (2004년)
- ER (1994년)
- 빅 뱅 이론 5 (2011년) - 샌디 역